# テキサス工科大学
テキサス工科大学（Texas Tech University、略称：Texas Tech、Tech、またはTTU）は、アメリカ合衆国テキサス州のラボックにある州立大学である。

## 概要
1923年10月2日設立。テキサス工科大学システムを構成する5つの機関の旗艦校となっている。2023年秋の時点で、学生数は40,944人に達し、テキサス州で6番目に大きな大学となっている。学部生の25％以上がヒスパニック系であるため、ヒスパニック系学生支援機関（HSI）として指定されている。